# Marty Holah
Pas d'image ? Cliquez ici

a Compétitions nationales et continentales officielles uniquement.

b Matchs officiels uniquement.
Dernière mise à jour le 30 octobre 2015.
 Martin (Marty) Rowan Holah, né le 10 septembre 1976 à Hamilton, est un joueur de rugby à XV néo-zélandais qui a joué avec les All-Blacks entre 2001 et 2006. Il évoluait au poste de troisième ligne aile (1,84 m pour 102 kg).

## Carrière

### Club et Province
- 1999-2007 : Waikato (NPC)
- 2001-2007 : Chiefs (Super Rugby)
- 2007-2011 : Ospreys (Pro12)
- 2011-2015 : Waikato (ITM Cup)

### En équipe nationale
Il a disputé son premier test match le 16 juin 2001 contre les Samoa et le dernier contre l'équipe d'Afrique du Sud, le 2 septembre 2006.
Holah a disputé les sept matchs de la coupe du monde de rugby 2003, mais une seule fois comme titulaire. Avec les Kiwis, il participe à six éditions du Tri-nations en 2001, 2002, 2003, 2004, 2005 et 2006.
Il a également disputé un match avec les Māori de Nouvelle-Zélande en 2005.

## Statistiques

### En club
- 81 matchs de Super Rugby avec les Chiefs

### En équipe nationale
- Nombre de matchs avec les Blacks : 36
- Matchs avec les Blacks par année : 7 en 2001, 6 en 2002, 11 en 2003, 8 en 2004, 2 en 2005 et 2 en 2006

## Palmarès
- Vainqueur du National Provincial Championship en 2006 avec Waikato.
- Vainqueur du Tri-nations en 2002, 2003, 2005 et 2006.

## Statistiques

### En équipe nationale
De 2001 à 2006, Marty Holah compte 36 sélections avec les All-Blacks, inscrivant 15 points. Avec les Kiwis, il dispute une Coupe du monde en 2003. Il participe à six éditions du Tri-nations en 2001, 2002, 2003, 2004, 2005 et 2006.